# 夏夜狂舞
《姻緣天注定》（或譯為夏夜狂舞，Jhoom Barabar Jhoom，英文：Dance Baby Dance）是一部2007年寶萊塢電影。該片由沙德·阿里（Shaad Ali）執導，由雅什－拉吉影片公司的阿迪提亞·曹帕拉（Aditya Chopra） 與雅什·曹帕拉（Yash Chopra）製片。該片於2007年6月15日上映。

## 主要演員
- 阿彼錫·巴克罕 ... Rikki Thukral
- 普麗緹·澤塔（Pretty Zinta） ... Alvira Khan
- 波比·戴爾（Bobby Deol） ... Steve Singh/Satvinder Singh
- 拉臘·杜塔 ... Anaida Raza/Laila
- 艾密特·嘉納（Ameet Chana） .... Shahriyar
- 阿米塔布·巴沙坎 ... Special appearance
- 桑傑夫·巴斯卡爾（Sanjeev Bhaskar） ... Shop keeper
- 米拉·席亞（Meera Syal） .... Satvinder's mother

## 劇組工作人員
- 導演: 沙德·阿里（Shaad Ali）
- 製片: 阿帝狄亞·喬布拉（Aditya Chopra） 與雅什·喬布拉（Yash Chopra）
- 編劇: 哈比卜·法依沙（Habib Faisal）
- 人物對話: 哈比卜·法依沙（Habib Faisal）
- 音樂指導: 香卡·馬哈德溫（Shankar Mahadevan）、伊桑·諾仁尼（Ehsaan Noorani）與洛伊·曼多薩（Loy Mendonsa）
- 歌詞: Gulzar
- 剪輯: Ritesh Soni
- 編舞: Vaibhavi Merchant
- 攝影: Ayananka Bose
- 服裝設計: 阿齊·納魯拉（Aki Narula）
- 音效設計: 里希·歐貝羅伊（Rishi Oberoi）

## 票房收入
票房收入还行。

## 參照
- 在倫敦取景的電影列表（List of films set in London）

## 外部連結
- 《夏夜狂舞》──影片官方網址
- 互联网电影数据库（IMDb）上《夏夜狂舞》的资料（英文）
- 雅什－拉吉電影圖書館 （页面存档备份，存于）